# Az Omega ember
Az Omega ember 1971-es amerikai sci-fi thriller, Charlton Heston főszereplésével.  A film Richard Matheson 1954-es Legenda vagyok (I Am Legend) című regényén alapul.
A forgatókönyvet John William és Joyce Corrington írta, a filmet Boris Sagal rendezte. A filmet monó hanggal vették fel. 
A történetet először 1964-ben filmesítették meg, The Last Man on Earth címmel, abban Vincent Price játszotta a főszerepet. A harmadik filmfeldolgozás a regény címével azonos Legenda vagyok címmel Will Smith főszereplésével készült, ezt 2007. december 14-én mutatták be a mozik Amerikában.

## Főszereplők
- Charlton Heston (Robert Neville)
- Anthony Zerbe (Matthias)
- Rosalind Cash (Lisa)
- Paul Koslo (Dutch)
- Eric Laneuville (Richie)
- Lincoln Kilpatrick (Zacharie)
- Jill Giraldi (kislány)

## Történet
|  | Alább a cselekmény részletei következnek! |

A történet 1977-ben játszódik, két évvel egy biológiai háború után, ami Kína és a Szovjetunió között zajlott. A háború hatásai az egész Földre kiterjedtek, gyakorlatilag a teljes élővilág elpusztult. A háború kitörésére és a védekezésre vonatkozó információkat rövid visszatekintések formájában a film elején kapjuk.
Robert Neville ezredes (Charlton Heston) abban az időben kutatóorvos volt a hadseregben, az ellenszer kutatásával foglalkozik, azonban az még csak kísérleti stádiumban van. Egy helikopterbaleset után, amikor már saját magán is észleli a betegség jeleit, beoltja magát egy kísérleti ellenanyaggal.
Los Angelesben egy néhány száz fős csoport (akik magukat „A család” névvel illetik), nem hal meg rögtön a betegségben, hanem csak albínókká és a fényre túlságosan érzékenyekké válnak. Apró sebek és fehér haj jellemzi külső megjelenésüket. A járvány hatására lassan meghalnak. Gondolkodásuk visszacsúszott a középkorra jellemző elvakult hitvilágba, vezetőjük jelszavait gépiesen harsogják vissza. Valamennyien fekete csuhát és sötét napszemüveget hordanak. Fáklyákkal és íjakkal vannak felszerelkezve.
Vezetőjük Matthias (Anthony Zerbe) saját normái szerint logikusan és értelmesen gondolkodik. Számukra az egyetlen, normálisan kinéző túlélő, Robert Neville testesíti meg azt a technikai civilizációt, ami az egész Föld pusztulását, és az ő saját szenvedéseiket okozta, ezért nem csak egyszerűen meg akarják ölni, hanem ha elfogják, egy formális tárgyalás után rituálisan ki akarják végezni.
Neville egyedül él, a vakcina következtében immunis a járványra, ami az egész emberiséget elsöpörte, és az albínóbetegséget sem kapja meg. Saját élelmezését, ruházkodását, felszerelését a város különböző boltjaiból intézi. Tudomása van „A család”-ról, fegyverrel harcol is ellenük, de mivel azok nappal nem mutatkoznak, Neville szabadon mozoghat a városban.
Lakásában nem csak a fegyvereket és az életben maradáshoz legszükségesebb holmikat gyűjti, hanem festményeket, hanglemezeket is. Itt végzi biológiai kísérleteit is, mert abban reménykedik, hogy az ellenanyaggal meg tudná gyógyítani az albínókat, akik újra normális emberré válnának.
Éjszaka az albínók Neville ablaka alatt könyveket égetnek és katapulttal támadást intéznek ellene. Neville éjjellátó távcsöves puskával és reflektorokkal veri vissza a lagymatag támadást.
A film második felében Neville fogságba esik, az emberiség bűneit a fejére olvassák, majd egy stadionba viszik kivégezni. Váratlanul felgyulladnak a reflektorok, Neville-t valaki kiszabadítja, és együtt elmenekülnek.
Ekkor a film fordulatot vesz, mert kiderül, hogy Neville-en kívül is van pár túlélő, akik Los Angeles közelében élnek, két felnőtt és néhány gyermek.
Az egyik nagyobb gyermeket mutatkoznak az albínó-betegség jelei, ezért hozták ide Neville-t, mivel tudják róla, hogy orvos. Ő beoltja a fiút a saját véréből kivont szérummal, mert azt reméli, hogy az másokat is immunissá tesz. A gyógyulás rendben le is zajlik, a fiú felgyógyul.
Az egyik felnőtt, Lisa (Rosalind Cash) és Neville között barátság szövődik, együtt remélik megalapozni az emberiség jövőjét a kis csapattal együtt, valahol távol a várostól és minden civilizációtól.
A felgyógyított fiú (Richie – Eric Laneuville) idealista és naiv elképzelésekkel elmegy, hogy felajánlja az albínóknak a gyógyulást, azonban azok ellenségesen fogadják, nem hisznek neki, végül megölik.
Neville később megtalálja Richie céduláját, amiben leírja, hogy hova készül. Neville utánamegy a fiúnak, bár időközben besötétedett, és ilyenkor az albínók aktívabbá válnak. Harc bontakozik ki, azonban Neville-nek végül sikerül hazajutnia.
Eközben Lisa, aki a másnapi nagy út előtt elment néhány dolgot beszerezni, maga is albínóvá válik, és bejuttatja „A család” tagjait Neville jól őrzött és elzárt otthonába.
Amikor Neville hazaér, „A család” elfogja, és végig kell néznie, amint az otthonában felhalmozott értékeket, a festményeket, szobrokat, a laboratóriumát, feljegyzéseit barbár módon elpusztítják.
Neville azonban a kavarodásban elmenekül és Lisát is magával viszi. Matthias átkokat szór rá a saját erkélyéről, Neville le akarja lőni, de fegyvere csütörtököt mond, mire Matthias egy lándzsával leszúrja.
Az utolsó jelenetben a túlélő gyermekcsapat érkezik a házhoz, ami előtt megtalálják a haldokló Neville-t. Ő átad nekik egy üveg szérumot, ami az emberiség túlélését jelentheti.

## Érdekességek
- A film elején látható elhagyatott város képét vasárnap kora reggel vették fel.
- A filmben több, akkor épülőben lévő épület felismerhető, például az ARCO Tower
- A filmezést félbeszakította az 1971-es Sylmar földrengés
- Egy rövid jelenetben a „Country Joe and the Fish” együttes és Arlo Guthrie látható, amikor Neville egy moziban a „Woodstock” című filmet nézi
- Az ómega a görög ábécé utolsó betűje
- A regényben a mutánsok csupán vérszívó vámpírokká váltak, nem indokolják meg, miért akarják elpusztítani Neville-t

## Fordítás
- Ez a szócikk részben vagy egészben  a   The_Omega_Man című angol Wikipédia-szócikk fordításán alapul.  Az eredeti cikk szerkesztőit annak laptörténete sorolja fel. Ez a jelzés csupán a megfogalmazás eredetét és a szerzői jogokat jelzi, nem szolgál a cikkben szereplő információk forrásmegjelöléseként.